# Eucrosia calendulina
Eucrosia calendulina är en amaryllisväxtart som beskrevs av Alan W. Meerow och Abundio Sagástegui. Eucrosia calendulina ingår i släktet Eucrosia och familjen amaryllisväxter.
Artens utbredningsområde är Peru. Inga underarter finns listade i Catalogue of Life.